# Fiume

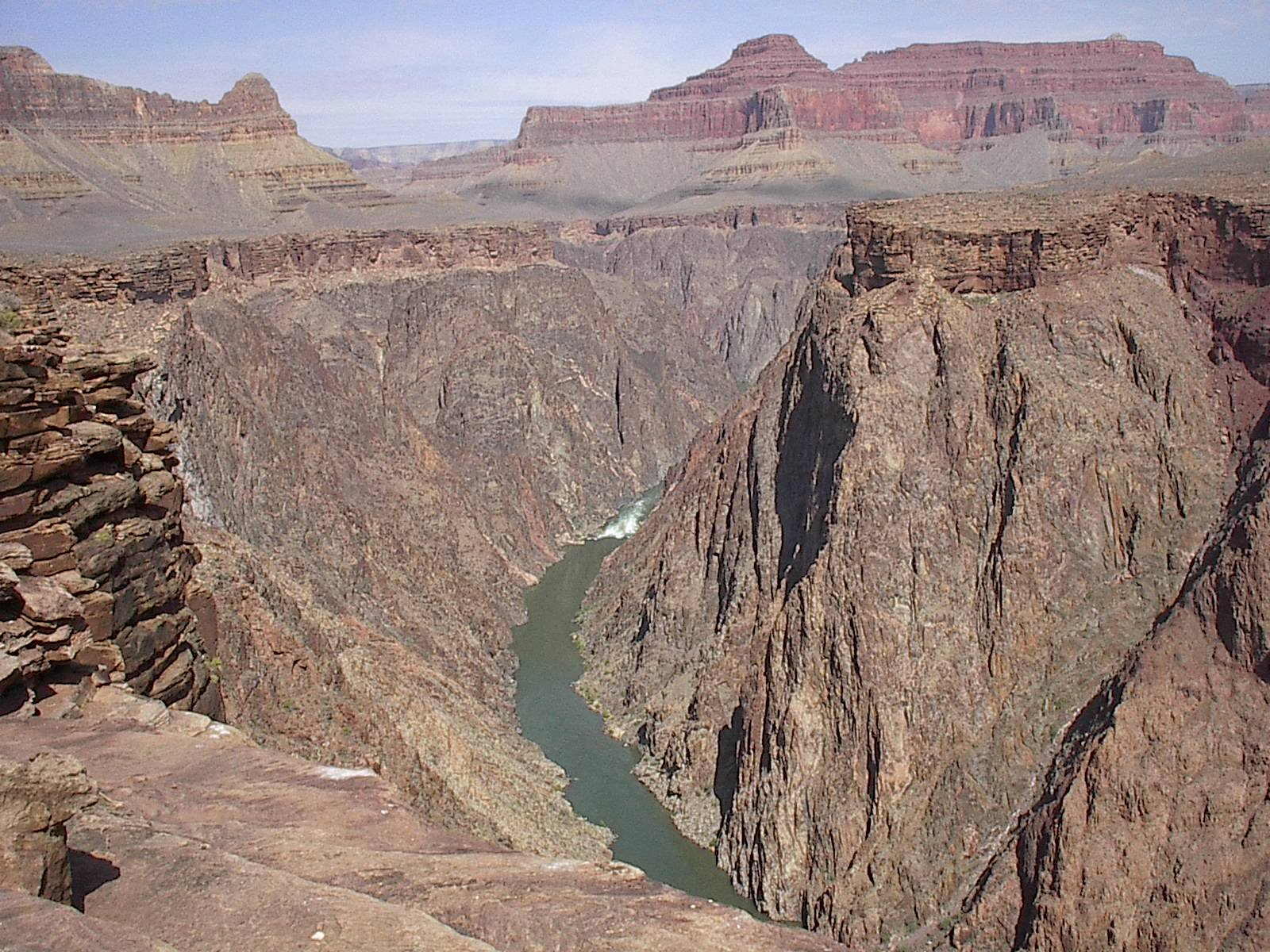
Il Grand Canyon con il fiume Colorado

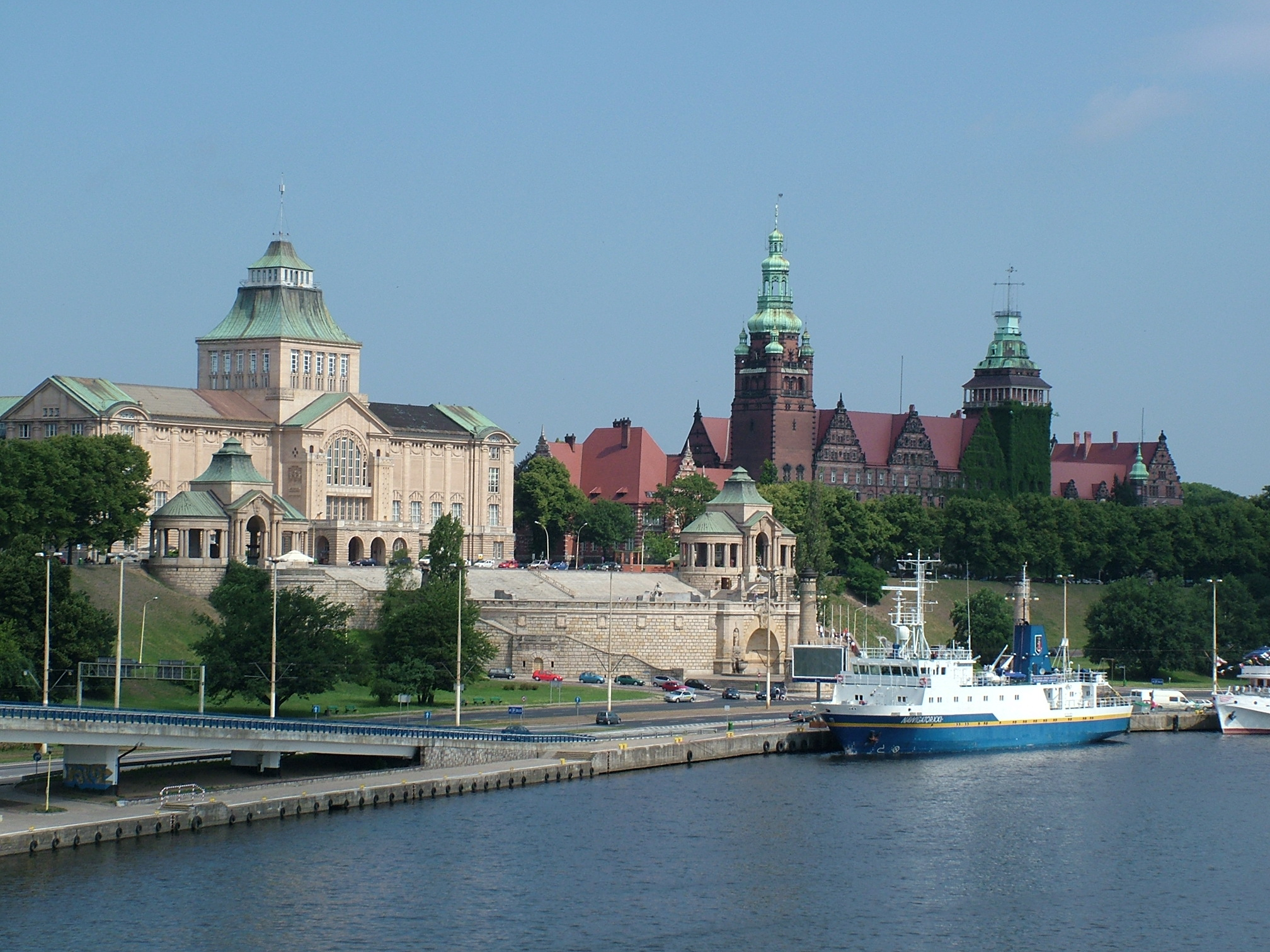
L'Oder a Stettino (Polonia)

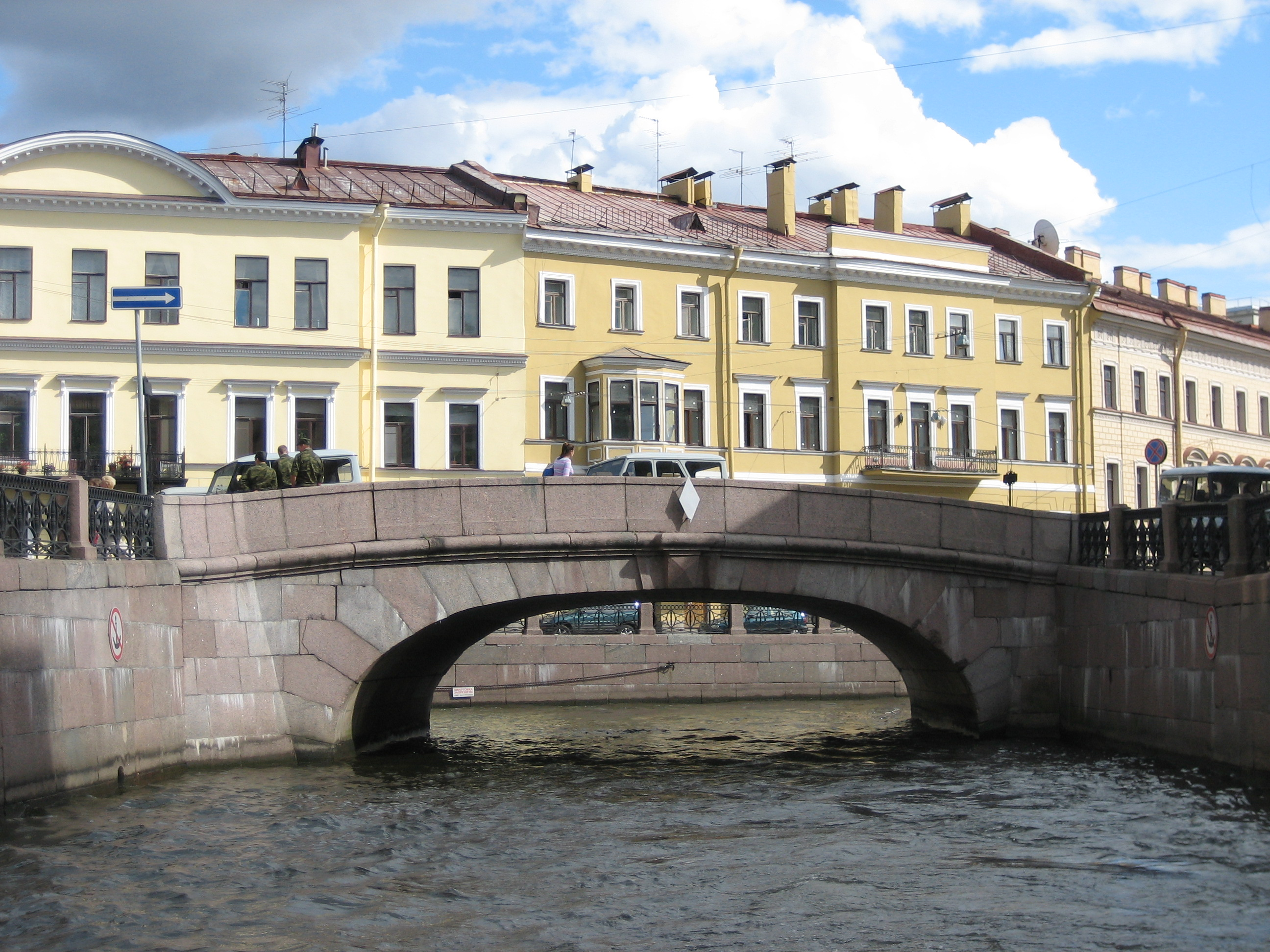
Il fiume Mojka a San Pietroburgo

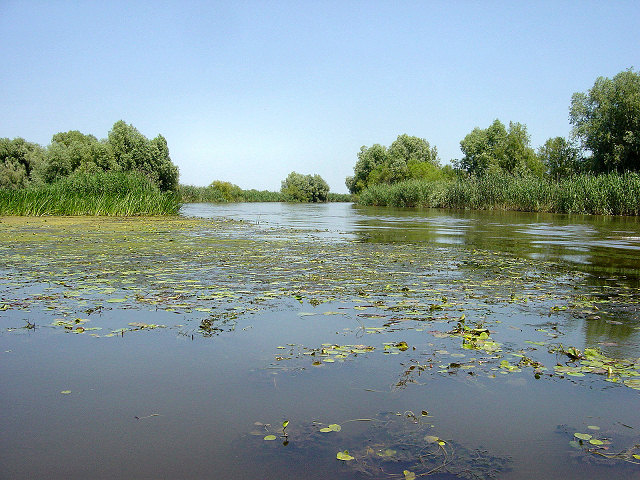
Il delta del Volga, nella Russia meridionale

Un fiume è un corso d'acqua perenne che scorre sulla superficie terrestre (o in alcuni casi al di sotto di essa) guidato dalla forza di gravità; può essere alimentato dalle precipitazioni piovose, dallo scioglimento di nevi o ghiacciai o dalle falde idriche sotterranee. Raccoglie le acque di una superficie fisicamente delimitata da spartiacque detta bacino idrografico, lungo un percorso variabile nel tempo con una pendenza anch'essa variabile, e termina il suo corso in un lago, un mare, un oceano o in un altro fiume.

## Geomorfologia

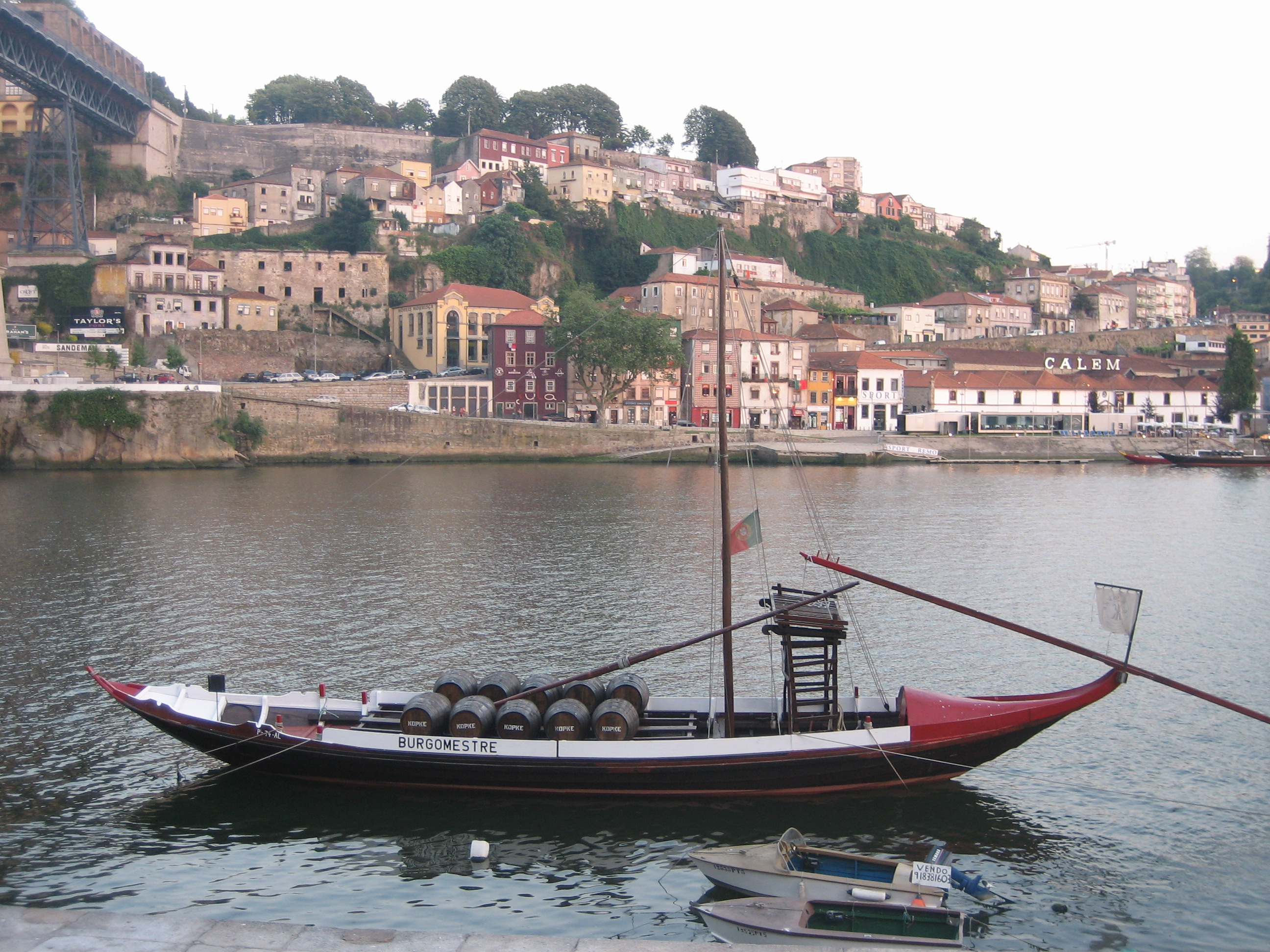
Il fiume Douro a Porto con la barca Burgomestre

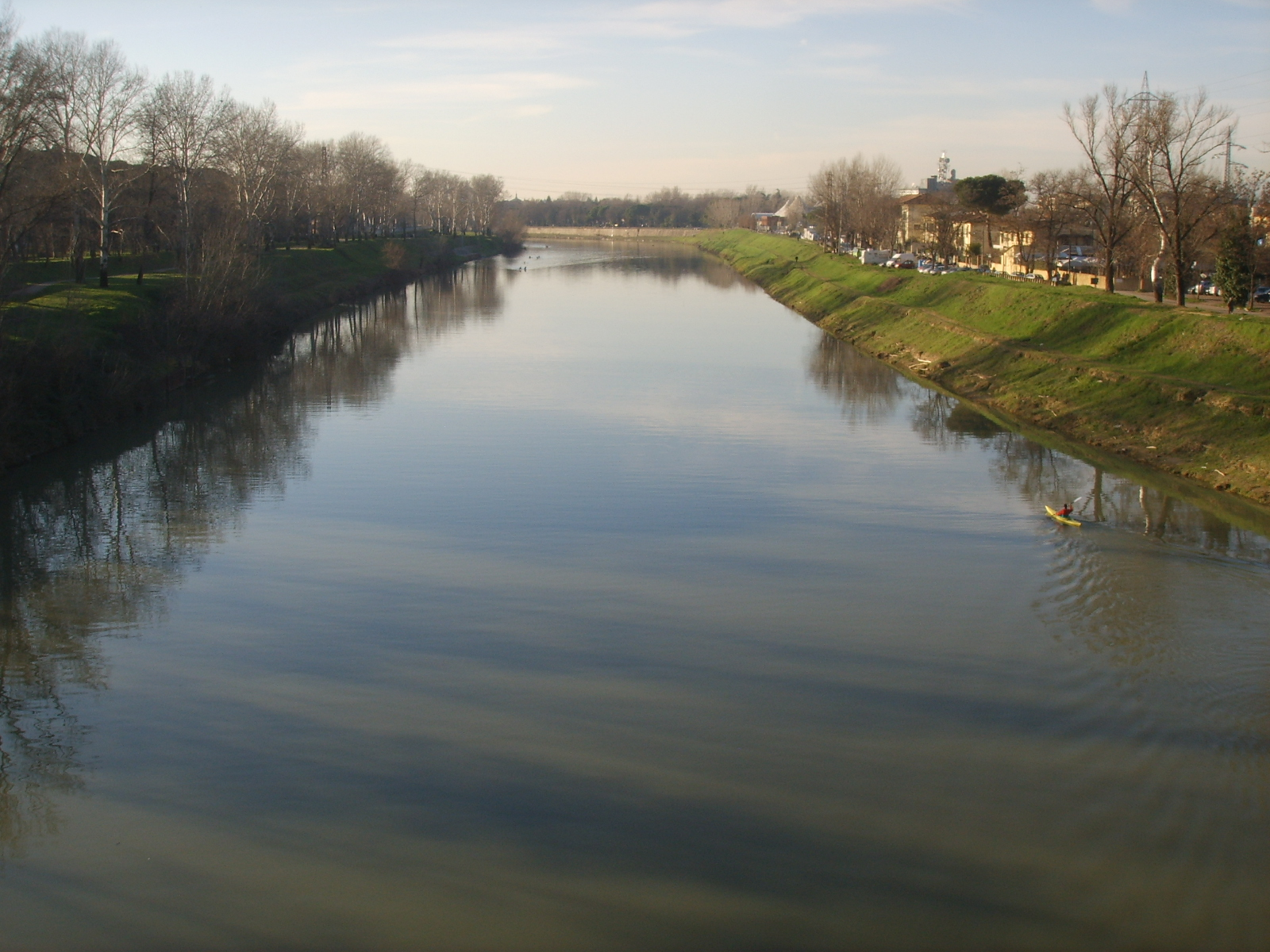
L'Arno a Firenze

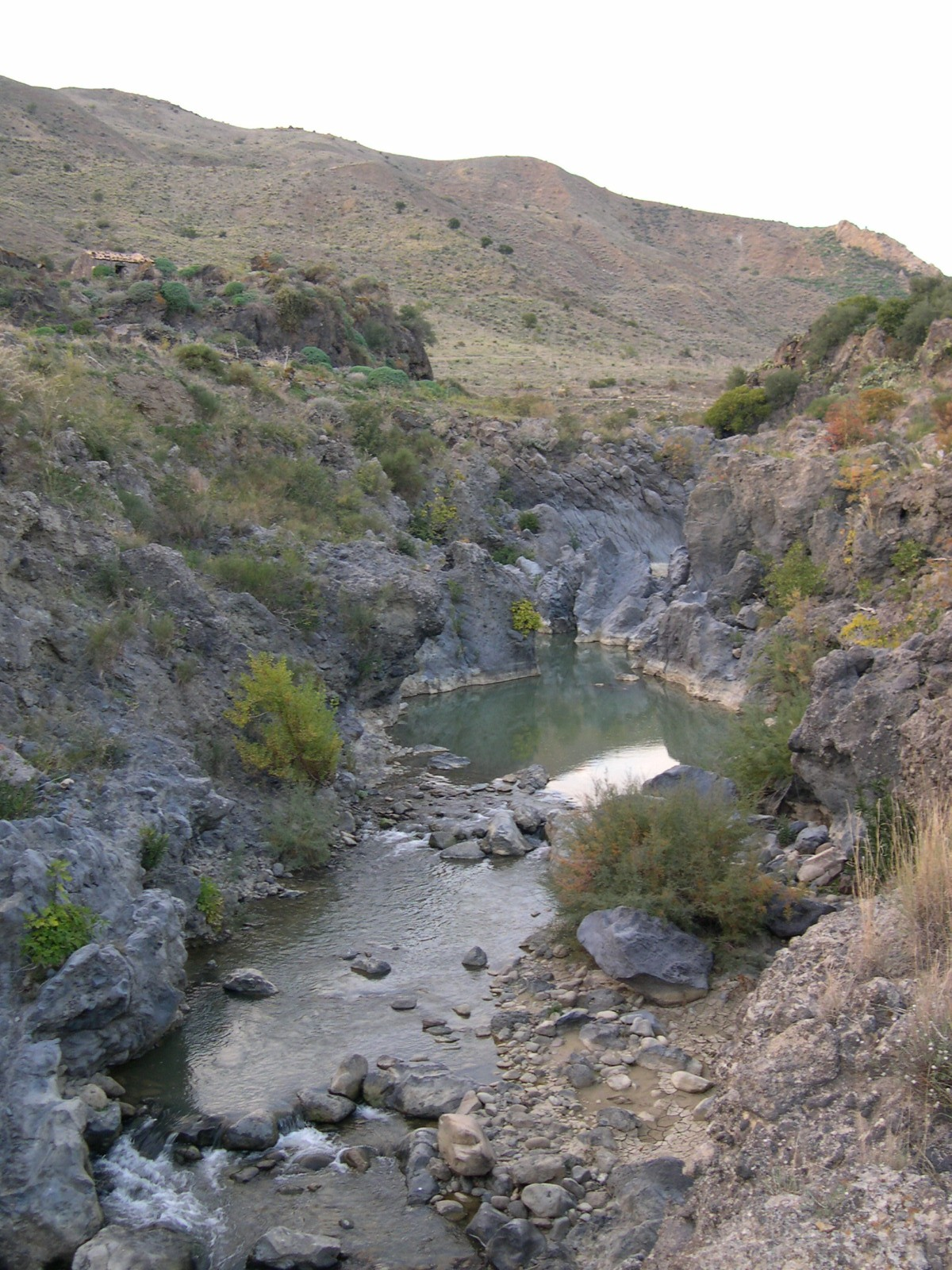
Il Simeto, nel territorio di Adrano

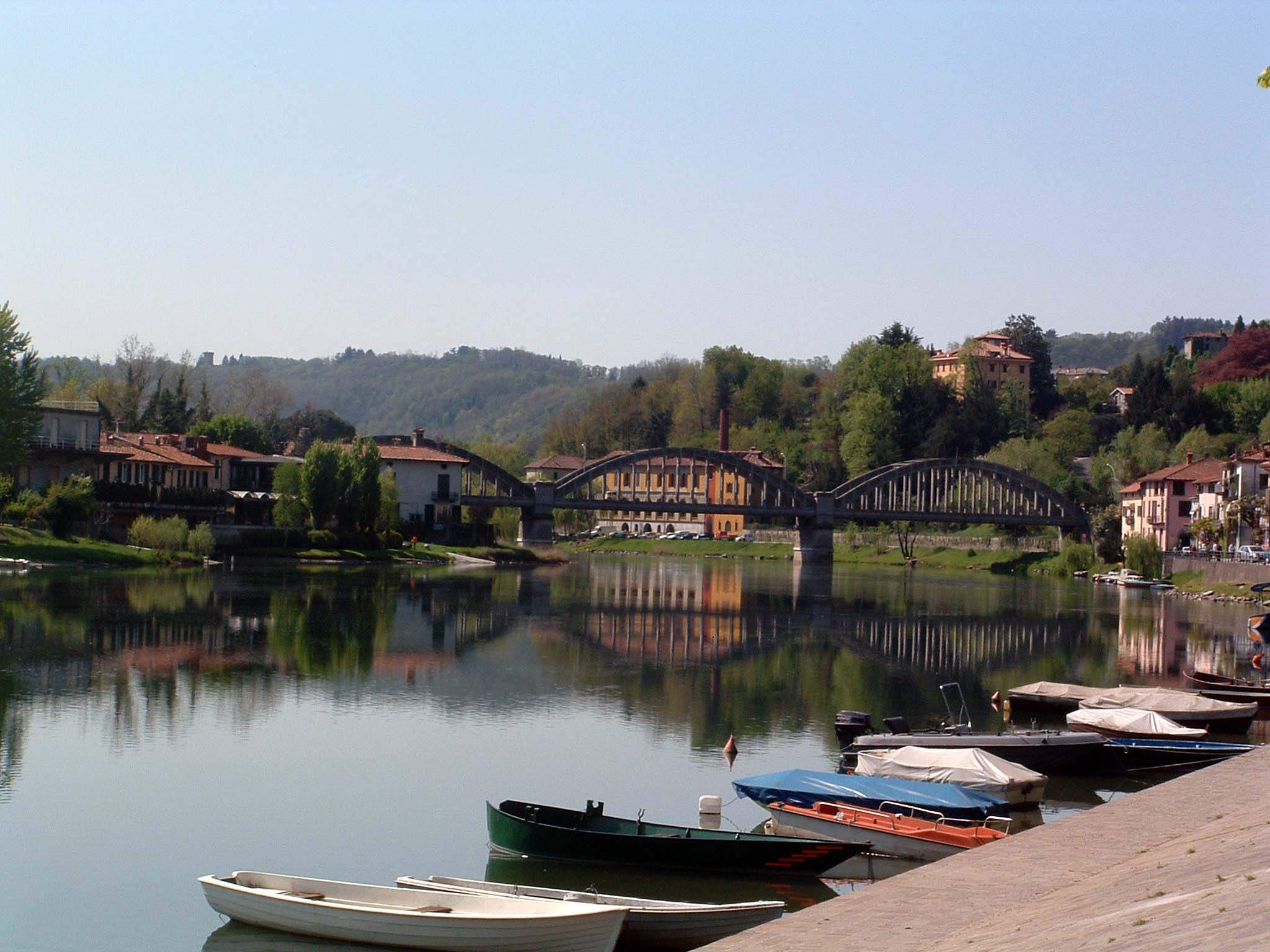
Il ponte di Brivio sul fiume Adda

Un fiume generalmente nasce da una (o più di una) sorgente, scorre lungo un alveo e termina con una (o più di una) foce. Al fiume si possono unire, lungo il suo percorso, altri corsi d'acqua, che costituiscono i suoi affluenti (tributari). L'insieme del fiume e di tutti i suoi affluenti forma il reticolo idrografico. Il fiume termina generalmente in un corpo idrico recettore, come un lago, un mare o un altro fiume. In alcuni casi il fiume può terminare senza un vero corpo idrico recettore, se l'intera portata del fiume si esaurisce per infiltrazione o per evaporazione.
La porzione di superficie terrestre dalla quale le acque meteoriche scorrono fino a confluire nel fiume o in uno dei suoi affluenti è il bacino idrografico del fiume. I fiumi sono un importante agente del modellamento della superficie terrestre: possono erodere le rocce e i suoli su cui scorrono, sia direttamente attraverso lo scorrere dell'acqua sia indirettamente attraverso l'azione dei detriti trasportati, possono trasportare detriti di varie dimensioni e depositarli dove la velocità della corrente diminuisce.
Il fiume ha origine generalmente dalle zone più elevate del suo bacino idrografico, per poi scorrere con una pendenza via via minore verso le zone meno elevate. Questo andamento longitudinale prende il nome di profilo del fiume. Esiste un profilo ideale, il profilo d'equilibrio, che rappresenta la situazione nella quale non c'è né erosione né sedimentazione per tutta la lunghezza del fiume. Se il profilo reale è diverso da quello d'equilibrio, nei tratti in cui il primo è più alto del secondo avviene erosione, viceversa avviene sedimentazione.
Considerando una sezione trasversale del fiume, è possibile individuare:
- l'alveo, o letto del fiume, è la parte della sezione trasversale occupata dal flusso dell'acqua (essendo la portata variabile, si potranno distinguere alveo di magra, alveo di morbida e alveo di piena), delimitato dalle rive destra e sinistra (generalmente indicate considerando un osservatore rivolto verso valle)[4][5];
- gli argini, non sempre presenti, che sono due rilievi del terreno paralleli all'alveo, che lo delimitano; possono essere naturali (formati dalla deposizione ai lati del flusso del materiale trasportato) o artificiali, costruiti per contenere il flusso al loro interno ed evitare che inondi le zone circostanti[6];
- la valle o la pianura alluvionale, cioè il territorio nel quale il fiume scorre: nel primo caso è un'incisione a forma di "V" nel territorio circostante, generata dall'erosione del fiume e delle precipitazioni, per questo la pendenza dei versanti è maggiore quanto è maggiore la compattezza del terreno; nel secondo caso è una pianura formata dai sedimenti depositati gli uni sugli altri dalle piene del fiume[3][7][8].

### L'alveo di scorrimento
L'alveo è la sede all'interno della quale si verifica lo scorrimento delle acque fluviali. Per ciascun corso d'acqua è possibile individuare, in sezione trasversale, tre distinti alvei: il letto ordinario (o alveo di piena), il letto d'inondazione (o alveo maggiore) e il letto di magra (o canale di scorrimento).
L'alveo di un fiume può assumere diverse forme a seconda della natura dei territori attraversati e della loro pendenza. In particolare nelle zone dove la pendenza è maggiore i corsi d'acqua possono superare salti di roccia poco erodibile con cascate o rapide oppure approfondire il proprio corso fino a formare canyon. In aree pianeggianti o sub-pianeggianti lo scorrimento del fiume dà spesso origine a meandri, lanche o canali intrecciati.

### La foce
La foce di un fiume è il punto in cui si immette in un corpo d'acqua e può essere di due tipi: a delta o a estuario.
Nella foce a delta le acque del fiume si dividono in due o più rami, prendendo la caratteristica forma triangolare che ricorda la lettera delta maiuscola dell'alfabeto greco; essa si forma quando l'azione erosiva del mare è così debole, specialmente se poco profondo, che non riesce a portar via i sedimenti trasportati dal fiume, le sabbie si depositano e ostacolano il percorso verso il mare del fiume, che quindi si divide in più rami (tra i fiumi con una foce a delta ci sono il Po, il Danubio, il Nilo, la Lena e il Mississippi).
La foce a estuario è quella in cui le sponde del fiume si allargano a imbuto (come per esempio nei fiumi Senna, Congo, Rio delle Amazzoni, Garonna e Tamigi) e si forma quando la forza del mare, con le sue onde e flussi di marea, è così violenta che spazza via i sedimenti del fiume; infatti "estuario", in latino, significa "luogo dove le acque sono agitate". Il mare con il passare del tempo allarga sempre di più la foce e abbassa il letto del fiume.

## Idrologia
Le caratteristiche idrologiche che possono descrivere un fiume sono:
- la portata, ovvero il volume d'acqua che passa in una sezione del fiume in un'unità di tempo;
- il regime ovvero l'insieme delle variazioni della portata durante un periodo annuale;
- il coefficiente di deflusso, che è il rapporto fra il deflusso, ossia il volume di acqua che esce attraverso una sezione nell'unità di tempo, e l'afflusso meteorico, ossia le precipitazioni[10];
- la velocità della corrente[11][12].

### Portata

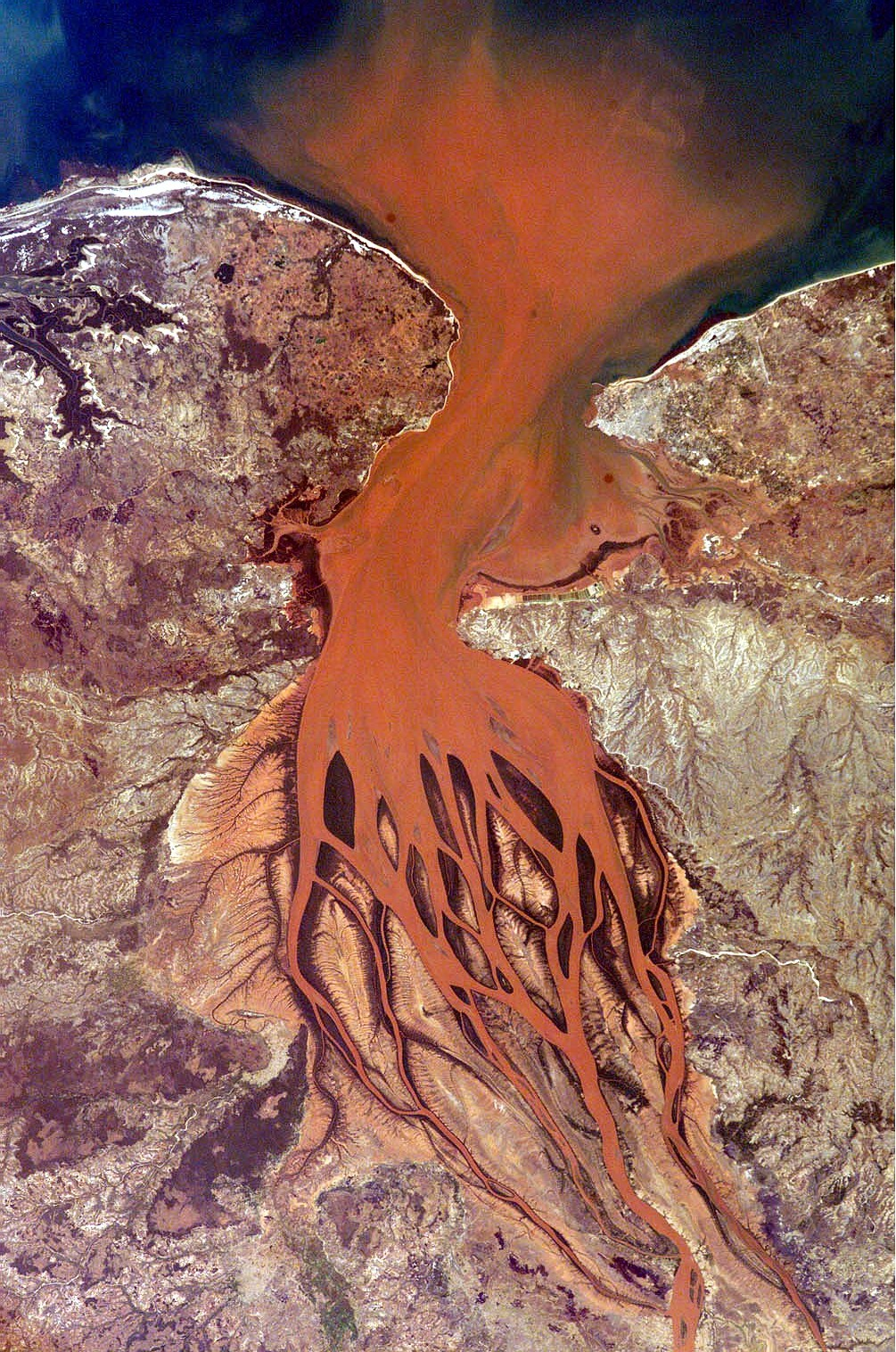
L'estuario del fiume Betsiboka nella baia di Bombetoka, Madagascar

Difficilmente la portata di un fiume (quantità d'acqua trasportata per unità di tempo) è costante nel corso dell'anno, nella maggior parte dei casi si possono distinguere tre situazioni:
- magra, nei periodi più secchi, quando nel fiume scorre poca acqua;
- morbida, nei periodi umidi, in cui nel fiume scorre abbondante acqua;
- piena, quando scorre una quantità eccezionale di acqua tale da inondare aree che normalmente sono asciutte.

Un corso d'acqua quando subisce forti variazioni di portata, tali che in alcuni periodi dell'anno può rimanere asciutto, prende il nome di torrente o, in Calabria, di fiumara. Quando un corso d'acqua ha forti variazioni di portata, ma senza mai rimanere asciutto, si dice che ha carattere torrentizio.
Le caratteristiche idrologiche di un fiume dipendono dalle condizioni climatiche, dalla topografia del bacino idrografico e dalle caratteristiche litologiche del territorio attraversato dal corso d'acqua in esame.
Anche il letto di un fiume, come la sua foce, può avere morfologie diverse, e lo studio della sua sezione è utile per la determinazione delle sue caratteristiche idrauliche e di sedimentazione. Se la capacità di sedimentazione di un fiume in pianura è elevata, si può determinare la sopraelevazione del suo letto rispetto al piano di campagna, producendo un fiume pensile.
Molto importanti, a questo proposito, sono quindi le opere d'ingegneria, con cui s'intende governare i corsi d'acqua, diminuendone l'azione erosiva, migliorandone la navigabilità, e difendendone gli abitanti dalle piene fluviali, a volte disastrose.

## Diritto

### In Italia
La fondamentale normativa a livello nazionale in materia idraulica è rappresentata dalla dal Regio decreto 523/1904.
Il R.D.L. 3267/1923 impone il vincolo denominato "forestale" per determinati territori individuati all'interno dei singoli bacini fluviali, che soggetti a determinati usi, possono subire danni di carattere idrogeologico.
In molte Regioni, la normativa suddetta è stata sostituita da nuove leggi regionali essendo stata trasferita alle stesse la competenza in materia idraulica.

## Galleria d'immagini

Il Rio delle Amazzoni (blu scuro) e i fiumi che vi confluiscono (blu medio).
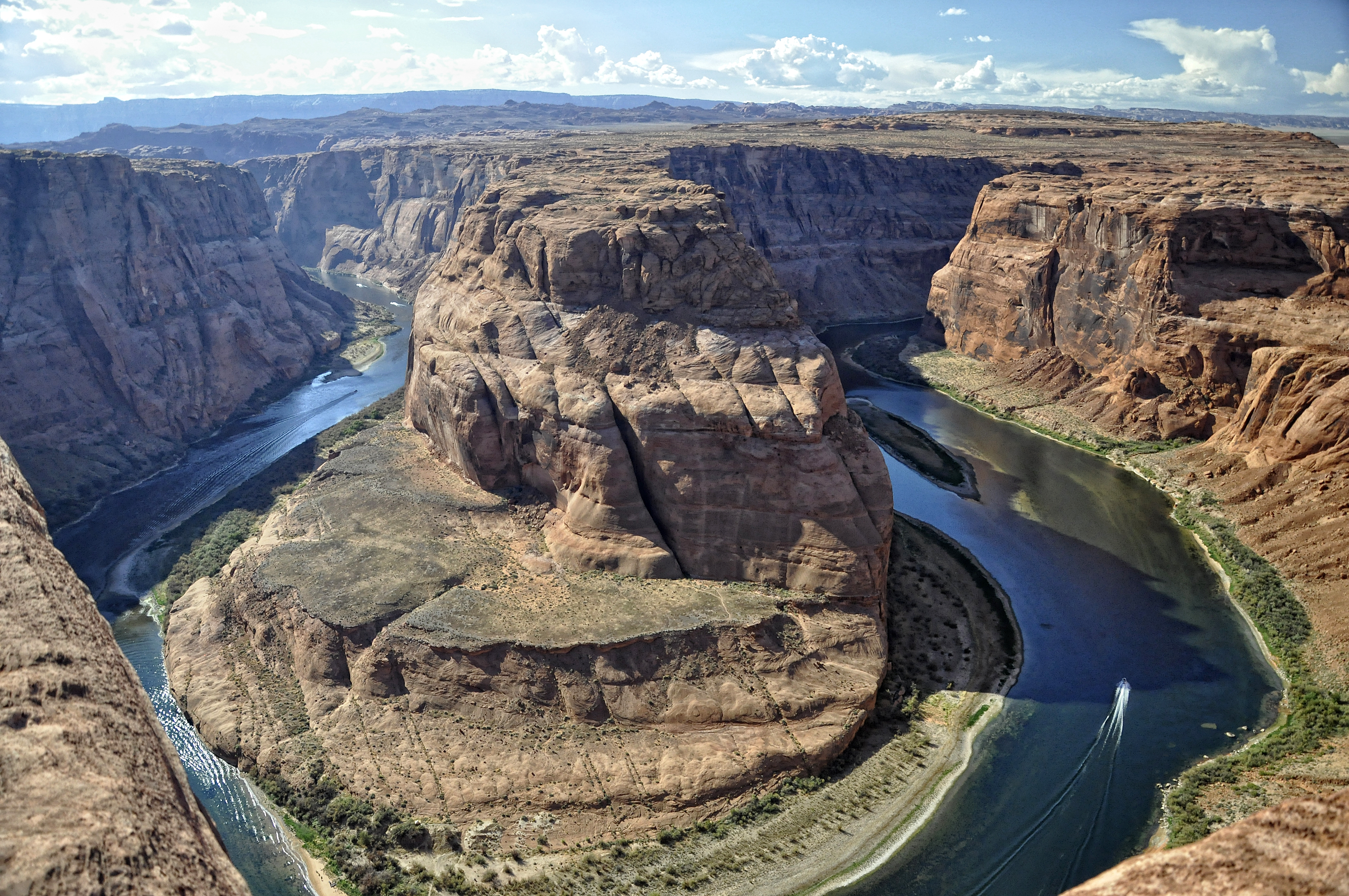
Il fiume Colorado a Horseshoe Bend, Arizona
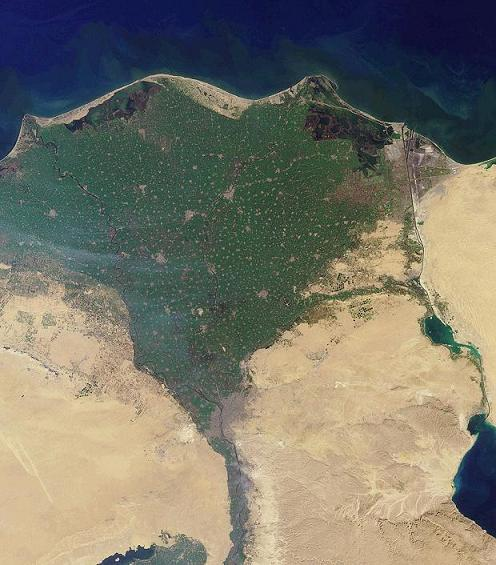
Delta del fiume Nilo, visto dall'orbita terrestre.
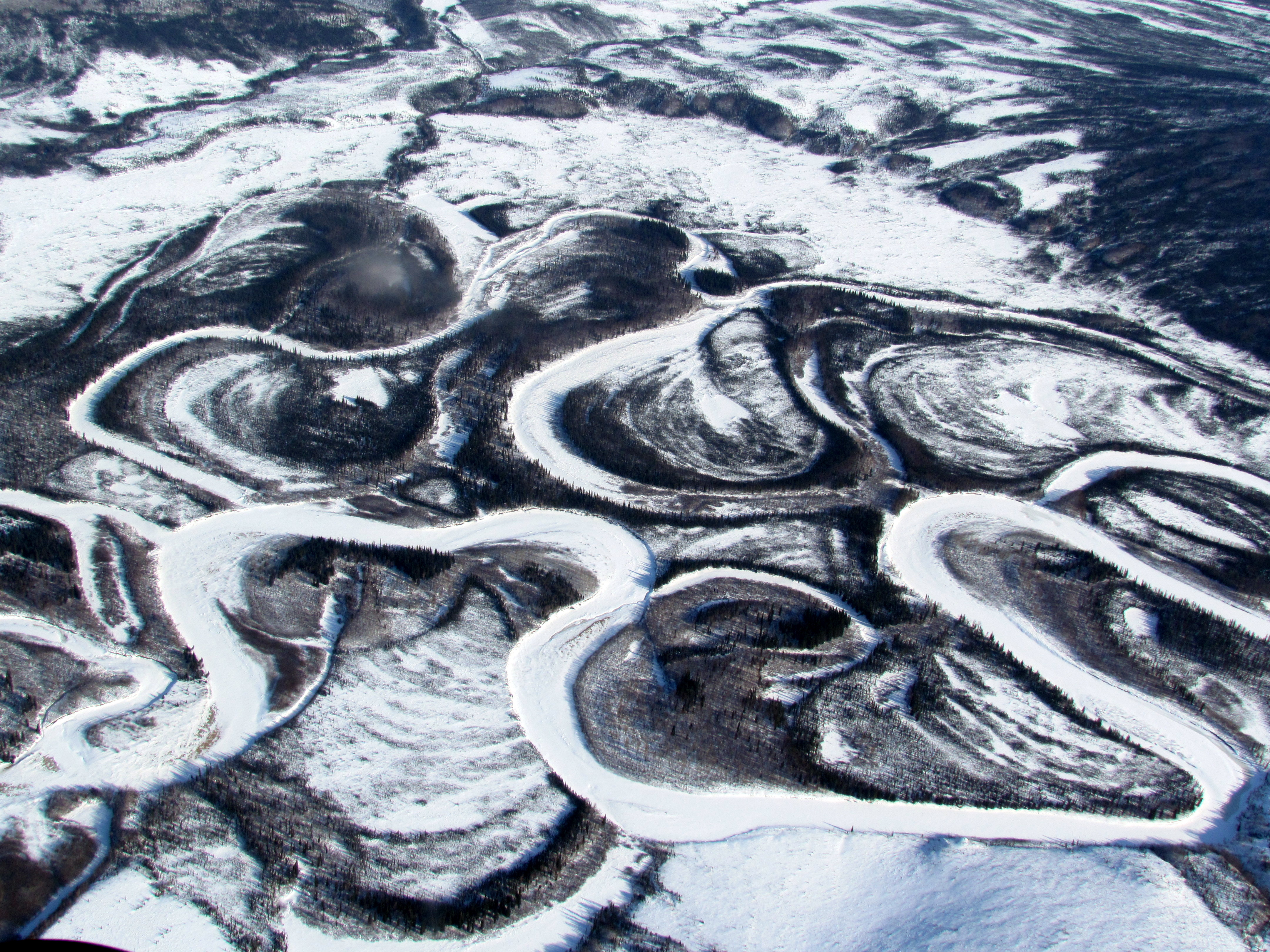
Fiume ghiacciato in Alaska